# Tljustenchabl
Tljustenchabl (russisch Тлюстенхабль; adygeisch Лъэустэнхьабл) ist eine Siedlung städtischen Typs in der Republik Adygeja (Russland) mit 5403 Einwohnern (Stand 14. Oktober 2010).

## Geographie
Der Ort liegt etwa 90 km Luftlinie nordwestlich der Republikhauptstadt Maikop und etwa 10 km südöstlich des Zentrums von Krasnodar, Verwaltungszentrum der benachbarten Region Krasnodar. Er befindet sich am linken Ufer des Kuban, unmittelbar unterhalb (westlich) des mehr als 10 km langen Damms des Krasnodarer Stausees, unweit dessen nördlichen Endes.
Tljustenchabl gehört zum Rajon Teutscheschski und befindet sich etwa 25 km nordwestlich von dessen Verwaltungssitz Poneschukai. Es ist Sitz der Stadtgemeinde Tljustenchablskoje gorodskoje posselenije, zu der außer der Siedlung noch der Aul Tugurgoi und die Siedlung Tschetuk-2 gehören.

## Geschichte
Tljustenchabl wurde als adygeischer Aul 1840 gegründet. Im Zusammenhang mit der Errichtung des Krasnodarer Stausee wurde es Anfang der 1970er-Jahre neben der neu errichteten, 13 km südlich gelegenen Stadt Adygeisk (1976–1992 Teutscheschsk) zu einem der Orte ausgebaut, an den die Bewohner der zu überflutenden Ortschaften umgesiedelt wurden. Am 28. Februar 1973 erhielt es den Status einer Siedlung städtischen Typs.

### Bevölkerungsentwicklung
| Jahr | Einwohner |
| ---- | --------- |
| 1979 | 4137      |
| 1989 | 3869      |
| 2002 | 4961      |
| 2010 | 5403      |

Anmerkung: Volkszählungsdaten

## Verkehr
Östlich an Tljustenchabl führt über den Damm des Krasnodarer Stausees die Fernstraße M4 vorbei, die Moskau mit Noworossijsk an der Schwarzmeerküste verbindet.